# 15 juillet en sport
15 juin 15 août
Chronologies thématiques
- Croisades
- Ferroviaires
- Disney

Le 15 juillet (196e jour de l'année ou 197e en cas d'année bissextile) en sport.

## Événements

### XIXesiècle
- 1878 :
  - (Tennis) : début de la seconde édition du Tournoi de Wimbledon qui se déroule jusqu'au 20 juillet 1878.
- 1880 :
  - (Tennis) : John Hartley s'impose face à Herbert Lawford 6-3, 6-2, 2-6, 6-3 dans la 4e édition du Tournoi de Wimbledon

### XXesièclede1901à1950
- 1922 :
  - (Sport automobile) : Grand Prix automobile de France.
- 1923 :
  - (Sport automobile) : Grand Prix automobile de France.
- 1934 :
  - (Sport automobile) : Grand Prix automobile d'Allemagne.

### XXesièclede1951à2000
- 1961 :
  - (Formule 1) : Grand Prix de Grande-Bretagne.
- 1962 :
  - (Cyclisme) : Jacques Anquetil gagne son troisième Tour de France.
- 1967 :
  - (Formule 1) : Grand Prix de Grande-Bretagne.
- 1972 :
  - (Formule 1) : Grand Prix de Grande-Bretagne.
- 1973 :
  - (Rallye automobile) : arrivée du Rallye de Pologne.
- 1979 :
  - (Jeux panaméricains) : à San Juan (Porto Rico), clôture de la huitième édition des Jeux panaméricains.
- 1990 :
  - (Formule 1) : Grand Prix de Grande-Bretagne.
- 1995 :
  - (Athlétisme) : Daniela Bártová porte le record du monde du saut à la perche féminin à 4,17 mètres.
- 2000 :
  - (Formule 1) : Grand Prix automobile d'Autriche.

### XXIesiècle
- 2001 :
  - (Formule 1) : Grand Prix de Grande-Bretagne.
- 2010 :
  - (Football) : Thierry Henry annonce qu'il met un terme à sa carrière internationale.
- 2012 :
  - (Cyclisme sur route) : la quatorzième étape du Tour de France est perturbée par des clous répandus sur la route qui occasionnent de nombreuses crevaisons. L'espagnol Luis León Sánchez remporte la victoire en solitaire à Foix.
- 2015 :
  - (Cyclisme sur route /Tour de France) : dans la 11e étape du Tour de France, victoire de Rafal Majka et Christopher Froome conserve les commandes loin devant le reste de ses concurrents directs.
  - (Escrime /Championnats du monde) : à l'épée le Hongrois Géza Imre s'impose chez les hommes et l'Italienne Rossella Fiamingo chez les dames.
- 2016 :
  - (Cyclisme sur route /Tour de France) : sur la 13e étape du Tour de France 2016, victoire du Néerlandais Tom Dumoulin devant Christopher Froome qui conforte son maillot jaune et le Portugais Nélson Oliveira.
- 2017 :
  - (Cyclisme sur route /Tour de France) : sur la 14e étape du Tour de France 2017 qui relie Blagnac à Rodez, victoire de l'Australien Michael Matthews qui devance le Belge Greg Van Avermaet et le Norvégien Edvald Boasson Hagen. Le Britannique Christopher Froome reprend le maillot jaune.
  - (Natation /Championnats du monde) : sur la 1re journée des Championnats du monde de natation, victoire du Français Marc-Antoine Olivier sur 5 km en eau libre, de la russe Svetlana Kolesnichenko, du solo en natation synchronisée, de l'Australienne Maddison Keeney du plongeon à 1 m individuel et des Chinois Ren Qian et Lian Junjie en plongeon mixtes à 10 m.
  - (Tennis /Grand Chelem) : sur la finale du simple dames, l'Espagnole Garbiñe Muguruza remporte le Tournoi de Wimbledon en battant l'Américaine Venus Williams (7-5, 6-0), et en double messieurs c'est le Brésilien Marcelo Melo et le Polonais Łukasz Kubot qui s'imposent en battant l'Autrichien Oliver Marach et le Croate Mate Pavić (5-7, 7-5, 7-6², 3-6, 13-11).
  - (Sport nautique /Record de la traversée de l'Atlantique) : le Français Thomas Coville (Sodebo Ultim) bat le record de la traversée de l'Atlantique en solitaire pour devenir le premier marin sous les cinq jours avec un temps de 4 jours 11 heures 10 minutes et 23 secondes. Il abaisse la marque de 15 heures 45 minutes, établie il y a trois jours par Francis Joyon et est aussi détenteur du record du tour du monde en solitaire en (49 jours)[1].
- 2018 :
  - (Cyclisme sur route)
    - (Tour de France) : sur la 9e étape du Tour de France 2018 qui relie la citadelle d'Arras à Roubaix et emprunte une quinzaine de secteurs pavés[2], sur une distance de 156,5 kilomètres, victoire de l'Allemand John Degenkolb. Le Belge Greg Van Avermaet conserve le maillot jaune.
    - (Tour d'Italie féminin) : la Néerlandaise Annemiek van Vleuten remporte le Tour d'Italie féminin en gagnant trois étapes.

  - (Football / Coupe du monde) : en Russie, au stade Loujniki de Moscou, l'Équipe de France remporte la Coupe du monde en battant l'Équipe de Croatie 4-2. Les buteurs pour la France sont Mario Mandžukić 18e csc, Antoine Griezmann 38e sur pénalty, Paul Pogba 59e et Kylian Mbappé à la 65e minute puis Ivan Perišić à la 28e et Mario Mandžukić à la 69e pour la Croatie.Ainsi la France peut garder la coupe du monde jusqu'en 2022 .
  - (Tennis /Grand Chelem) : le Serbe Novak Djokovic s'impose face à l'sud-africain Kevin Anderson dans le Tournoi de Wimbledon 6-2, 6-2, 7-6³.
- 2021 : 
  - (Cyclisme sur route/Tour de France) : sur la 18e étape du Tour de France qui se déroule entre Pau et Luz-Ardiden, sur une distance de 129,7 kilomètres, victoire du Slovène Tadej Pogačar qui conforte son Maillot jaune.
- 2023 :
  - (Cyclisme sur route/Tour de France) : sur la 14e étape du Tour de France qui se déroule entre Annemasse et Morzine, sur une distance de 151,8 kilomètres[3], victoire de l'Espagnol Carlos Rodríguez. Le Danois Jonas Vingegaard conserve le maillot jaune.
  - (Tennis /Grand Chelem) : sur la finale dame du Tournoi de Wimbledon, la Tchèque Markéta Vondroušová, à la surprise générale bat la Tunisienne Ons Jabeur 6-4, 6-4.

## Naissances

### XIXesiècle
- 1857 :
  - Léon Thome, cavalier d'attelage français. Médaillé d'argent aux Jeux de Paris 1900. († 14 avril 1925).
- 1872 :
  - Jean Dargassies, cycliste sur route français. († 7 août 1965).
- 1874 :
  - Gwyn Nicholls, joueur de rugby gallois. Vainqueur des Tournois britannique de rugby à XV 1900, 1902, 1905 et 1906. (24 sélections en équipe nationale). († 24 mars 1939).
- 1876 :
  - Pete Dowling, joueur de baseball américain. († 30 juin 1905).
- 1877 :
  - Henri Cissac, cycliste sur piste, pilote de courses automobile et de vitesse moto français. († 7 juillet 1908).
- 1879 :
  - André Six, nageur français. Médaillé d'argent du parcours sous l'eau aux Jeux de Paris 1900. († 1er avril 1915).

### XXesièclede1901à1950
- 1909 :
  - Georges Verriest, footballeur puis entraîneur français. (14 sélections en équipe de France). Sélectionneur de l'équipe de France de 1933 à 1936. († 11 juillet 1985).
- 1929 :
  - Alain Porthault, joueur de rugby à XV et athlète de sprint français. (7 sélections en Équipe de France de rugby). († 25 novembre 2019)
  - Ian Stewart, pilote de courses automobile écossais. († 19 mars 2017).
- 1930 :
  - Richard Garneau, journaliste et commentateur sportif canadien. († 20 janvier 2013).
  - Vladimir Kuzin, fondeur soviétique puis russe. Champion olympique du relais 4 × 10 km des Jeux de Cortina d'Empezzo 1956. Champion du monde de ski de fond du 30 km et du 50 km 1954. († 5 octobre 2007).
- 1931 :
  - Eugène Njo-Léa, footballeur camerounais. († 23 octobre 2006).
- 1932 :
  - Ed Litzenberger, hockeyeur sur glace canadien. († 1er novembre 2010).
- 1935 :
  - Donn Clendenon, joueur de baseball américain. († 17 septembre 2005).
  - Alex Karras, joueur de foot U.S. puis acteur américain. († 10 octobre 2012).
- 1937 :
  - Lilian Camberabero, joueur de rugby à XV français. Vainqueur du Grand Chelem 1968 et du Tournoi des cinq nations 1967. (14 sélections en équipe de France). († 29 décembre 2015).
- 1946 :
  - Dieter Herzog, footballeur allemand. Champion du monde de football 1974. (5 sélections en équipe nationale).
- 1948 :
  - Enriqueta Basilio, athlète de sprint et de haies puis femme politique mexicaine.

### XXesièclede1951à2000
- 1952 :
  - Lesley Charles, joueuse de tennis britannique.
- 1954 :
  - Tarak Dhiab, footballeur puis homme politique tunisien. (108 sélections en équipe nationale). Ministre de la Jeunesse et des sports de 2011 à 2014.
  - Mario Kempes, footballeur argentin. Champion du monde de football 1978. Vainqueur de la Coupe d'Europe des vainqueurs de coupe 1980. (43 sélections en équipe nationale).
- 1956 :
  - Wayne Taylor, pilote de course automobile et propriétaire d'écurie sud-africain.
- 1961 :
  - Chris McNealy, basketteur américain.
- 1962 :
  - Níkos Filíppou, basketteur grec. Champion d'Europe de basket-ball 1987.
- 1963 :
  - Steve Thomas, hockeyeur sur glace anglo-canadien.
- 1964 :
  - Yves Cordier, triathlète français. Champion d'Europe de triathlon 1989.
  - Tom Johnson, boxeur américain. Champion du monde de boxe des poids plumes du 26 février 1993 au 8 février 1997.
- 1965 :
  - Yves Le Blevec, navigateur français.
- 1970 :
  - Stephen Howard, basketteur américain.
- 1972 :
  - Henryk Bałuszyński, footballeur polonais. (15 sélections en équipe nationale). († 1er mars 2012).
- 1977 :
  - Paul Korir, athlète de demi-fond kényane. Champion d'Afrique d'athlétisme du 1 500 m 2004.
- 1978 :
  - Steve Thompson, joueur de rugby à XV anglais. Champion du monde rugby à XV 2003. Vainqueur du Grand Chelem 2003, du Tournoi des six nations 2011 puis de la Coupe d'Europe de rugby 2000. (73 sélections en équipe nationale).
- 1979 :
  - Alexander Frei, footballeur suisse. (84 sélections en équipe nationale).
- 1980 :
  - Jonathan Cheechoo, hockeyeur sur glace canadien.
  - Adam Harrington, joueur et entraîneur de basket-ball américain.
  - Yorick Treille, hockeyeur sur glace français.
- 1981 :
  - Lowell Bailey, biathlète américain. Champion du monde de biathlon du 20 km individuel 2017.
  - Alou Diarra, footballeur puis consultant TV français. (44 sélections en équipe de France).
- 1982 :
  - Julien Canal, pilote de course automobile d'endurance français.
- 1984 :
  - Sylwia Ejdys, athlète de demi-fond polonaise.
  - Michaël Fabre, footballeur franco-algérien.
- 1985 :
  - Benjamin Dambielle, joueur de rugby XV français.
  - Graziano Pellè, footballeur italien. (20 sélections en équipe de Italie).
  - Burak Yılmaz, footballeur turc. (53 sélections en équipe de Turquie).
- 1986 :
  - Marisol Carratú, handballeuse argentine. (115 sélections en équipe nationale).
- 1987 :
  - Yūki Nagasato, footballeuse japonaise. Médaillée d'argent aux Jeux de Londres 2012. Championne du monde de football 2011. Championne d'Asie de l'Est de football 2010. Victorieuse de la Ligue des champions 2010. (124 sélections en équipe nationale).
- 1988 :
  - Éloyse Lesueur, athlète de sauts française. Championne du monde d'athlétisme en salle à la longueur 2014. Championne d'Europe d'athlétisme de la longueur 2012.
  - Kim Tillie, basketteur français. Médaillé de bronze au mondial de basket-ball 2014. (15 sélections en équipe de France).
  - Monica Wright, basketteuse américaine.
- 1989 :
  - Alisa Kleybanova, joueuse de tennis russe.
- 1990 :
  - Tyler Honeycutt, basketteur américain. († 8 juillet 2018).
  - Damian Lillard, basketteur américain.
  - Freddy Winsth, footballeur suédois.
- 1991 :
  - Sebastian Andersson, footballeur suédois.
  - Troy Daniels, basketteur américain.
  - Dennis Donkor, basketteur belge.
  - Danilo Luiz da Silva, footballeur brésilien. Médaillé d'argent aux Jeux de Londres 2012. Vainqueur de la Copa Libertadores 2011 et de la Ligue des champions 2016. (15 sélections en équipe nationale).
  - Derrick Favors, basketteur américain.
  - Youssou Ndoye, basketteur sénégalais.
- 1992 :
  - Tobias Harris, basketteur américain.
  - Yoshinori Muto, footballeur japonais. (29 sélection en équipe nationale).
  - Wayde van Niekerk, athlète de sprint sud-africain. Champion du monde d'athlétisme du 400 m 2015. Champion d'Afrique d'athlétisme du 200 m et du relais 4 × 100 m 2016.
  - Noppon Saengkham, joueur de snooker thaïlandais.
- 1994 :
  - Katie Bowen, footballeuse néo-zélandaise. (29 sélection en équipe nationale).
  - Ben Currie, joueur de rugby XIII anglais et irlandais. (3 sélections avec l'équipe d'Angleterre et 3 avec celle d'Irlande).
  - Anthony Limbombe, footballeur belge. (1 sélection en équipe nationale).
- 1995 :
  - İrfan Can Kahveci, footballeur turc. (21 sélections en équipe nationale).
  - Luke Kornet, basketteur américain.
  - Corentin Jean, footballeur français.
- 1996 :
  - Lisa Klein, cycliste sur piste et sur route allemande. Championne du monde de cyclisme sur route du contre la montre par équipes 2018.
  - Vivianne Miedema, footballeuse néerlandaise. Championne d'Europe féminin de football 2017. (112 sélections en équipe nationale).
- 1997 :
  - Anthony Cirelli, hockeyeur sur glace canadien.
  - Mats Deijl, footballeur néerlandais.
  - Jil Teichmann, joueuse de tennis suisse.
- 2000 :
  - Marie-Aurélie Castel, joueuse de rugby XV française. (2 sélections en équipe de France).

### XXIesiècle
- 2001 :
  - Amine El Ouazzani, footballeur franco-marocain.
- 2004 :
  - Lorenzo Fellon, pilote de vitesse moto français.
  - Taichi Fukui, footballeur japonais.
- 2007 :
  - Marvin Akahomen, footballeur suisse.

## Décès

### XXesièclede1901à1950
- 1917 :
  - William McBeath, 61 ans, footballeur écossais. (° 7 mai 1856).
- 1921 :
  - August Lehr, 50 ans, cycliste sur piste allemand. Champion du monde de cyclisme sur piste de la vitesse 1894. (° 26 février 1871).
- 1933 :
  - Pierre de Vizcaya, 39 ans, pilote de courses automobile espagnol. (° 11 juillet 1894).

### XXesièclede1951à2000
- 1952 :
  - Norman Taber, 60 ans, athlète de fond et demi-fond américain. Champion olympique du 3 000 m par équipes et médaillé de bronze du 1 500 m aux Jeux de Stockholm 1912. (° 3 septembre 1891).
- 1983 :
  - Robert Goix, 77 ans, athlète de demi-fond français. (° 7 janvier 1906).
- 1986 :
  - Alfonso Thiele, 66 ans, pilote de courses automobile d'endurance américain. (° 5 avril 1920).
- 1987 :
  - Marcel Vanco, 92 ans, footballeur français. (8 sélections en équipe de France). († 19 mars 1895).

### XXIesiècle
- 2009 :
  - Antonio Pucci, 85 ans, pilote de courses automobile italien. (° 29 août 1923).
- 2014 :
  - Alice Coachman, 90 ans, athlète de sauts américain. Championne olympique de la hauteur aux Jeux de Londres 1948. (° 9 novembre 1923).
- 2017 :
  - Josef Hamerl, 86 ans, footballeur autrichien. (9 sélections en équipe nationale). († 22 janvier 1931).
  - Babe Parilli, 87 ans, joueur de foot U.S. américain. (° 7 mai 1930).
- 2018 :
  - Ray Emery, 35 ans, hockeyeur sur glace canadien. (° 28 septembre 1982).